# اس‌ام اوب-۱۰۵
اس‌ام یوبی-۱۰۵ (به انگلیسی: SM UB-105) یک زیردریایی بود که طول آن ۵۵٫۳ متر (۱۸۱ فوت) بود. این زیردریایی در سال ۱۹۱۷ ساخته شد.